# 王秉良
王秉良（1473年—？年），字伯存，四川順慶府西充縣人，民籍，治《易經》，明朝政治人物。

## 生平
四川鄉試第二十三名舉人。弘治十八年（1505年）中式乙丑科會試第二百六十一名，二甲第四名進士。歷官刑部署郎中。

## 家族
曾祖王繼先；祖父王清；父王俊，監生。母何氏。具慶下。